# Eagle Bend
Eagle Bend är en ort i Todd County i Minnesota. Vid 2020 års folkräkning hade Eagle Bend 546 invånare.